# Karmelietenkerk (Elsene)
De Karmelietenkerk of Kerk van de Ongeschoeide Karmelieten (Frans: Église des SS. Saint-Joseph et Sainte-Thérèse) is een kloosterkerk te Elsene in het Brussels Hoofdstedelijk Gewest. De kerk is gelegen aan de Gulden Vlieslaan 40.
Deze kerk werd gebouwd in 1861, toen er nog nauwelijks bebouwing was in de omgeving. De architect is mogelijk Appelmans, maar zeker is dit niet. De kerk is gebouwd in neobyzantijnse stijl. Hoewel niet aan een individuele heilige gewijd, is de Franstalige benaming afkomstig van de twee heiligenbeelden die de voorgevel sieren en links en rechts van de ingang in nissen te vinden zijn.
In 1960 werd de kerk van binnen gerenoveerd, waarbij de muurschilderingen verdwenen. In 2011 werd de kerk gerenoveerd.
De kerk heeft voornamelijk Franstalige diensten en wordt ook gebruikt door de Brusselse Vietnamese gemeenschap.